# Rodzaj gramatyczny
Rodzaj gramatyczny – kategoria gramatyczna, która wyznacza podział rzeczowników na kilka grup.
Dla rzeczownika rodzaj jest kategorią selektywną. Oznacza to, że rzeczownik ma określony rodzaj gramatyczny. Rzeczowniki można wobec tego podzielić na grupy ze względu na ich rodzaj, np. w liczbie pojedynczej rzeczownik ręcznik jest rodzaju męskiego i wobec tego należy do grupy rzeczowników rodzaju męskiego, encyklopedia jest rodzaju żeńskiego, a krzesło – rodzaju nijakiego. Z kolei w liczbie mnogiej rzeczownik ręczniki jest rodzaju niemęskoosobowego, a ludzie – męskoosobowego. Rzeczownik nie odmienia się przez rodzaje (np. nie istnieje forma żeńska rzeczownika ręcznik). Rodzaje rzeczownika w liczbie pojedynczej i mnogiej klasyfikuje się niezależnie.
Dla przymiotnika i niektórych innych części mowy rodzaj jest w wielu językach (także w polskim) kategorią fleksyjną, co oznacza, że przymiotnik odmienia się przez rodzaje. Posiada więc na przykład formę rodzaju męskiego (duży), żeńskiego (duża), nijakiego (duże), męskoosobowego (duzi) i niemęskoosobowego (duże). Przymiotnik dopasowuje się pod względem rodzaju do określanego przez siebie rzeczownika (np. duży ręcznik, duża encyklopedia, duże krzesło, duzi ludzie, duże dzieci – zob. związek zgody).
Podobnym zjawiskiem są spotykane między innymi w językach bantu klasy nominalne.

## Rodzaj w językach indoeuropejskich
W językach indoeuropejskich rodzaj jest skojarzony z płcią. Pierwotnie powstały w nich trzy rodzaje:
- rodzaj męski
- rodzaj żeński
- rodzaj nijaki.

Takie rodzaje istnieją np. w łacinie.
Natomiast m.in. w wywodzących się z łaciny językach romańskich (takich jak francuski, hiszpański, portugalski czy włoski), a także w językach celtyckich i bałtyckich, zanikł rodzaj nijaki. W związku z tym wyróżnia się w nich dwa rodzaje:
- rodzaj męski
- rodzaj żeński.

W językach romańskich sytuację komplikuje nieco istnienie rzeczowników, które mają „zmienny” rodzaj (tzw. genus alternans) – w liczbie pojedynczej zachowują się jak rzeczowniki rodzaju męskiego, zaś w liczbie mnogiej jak rzeczowniki rodzaju żeńskiego. W języku włoskim jest ich niewiele, natomiast w języku rumuńskim stanowią bardzo liczną i otwartą grupę, którą zwykle opisuje się jako trzeci rodzaj.
W językach słowiańskich sytuacja jest jeszcze bardziej skomplikowana, ponieważ typowy dla języków indoeuropejskich rodzaj gramatyczny skojarzony z płcią jest powiązany z gramatyczną kategorią żywotności lub gramatyczną kategorią osobowości. Rzeczowniki rodzaju męskiego dzielą się na grupy zgodnie z ich żywotnością lub osobowością.
W niektórych językach germańskich, m.in. w holenderskiej odmianie niderlandzkiego, szwedzkim i duńskim przeciwstawia się rodzaj nijaki i utrum (inaczej rodzaj wspólny, męsko-żeński, nienijaki lub ogólny).

### Rodzaj rzeczownika w języku polskim
żeński
     męski
     nijaki
     liczba mnoga (rodzaj niemęskoosobowy)

Rodzaj gramatyczny polskich nazw krajów.
żeński
męski
nijaki
liczba mnoga (rodzaj niemęskoosobowy)

W języku polskim znaczenie ma zarówno żywotność, jak i osobowość. Rzeczowniki żywotne to z reguły te, które oznaczają istoty żywe, pozostałe są nieżywotne. Rzeczowniki osobowe to z reguły te, które oznaczają osoby, pozostałe są nieosobowe. Zdarzają się jednak wyjątki od tych reguł. Wszystkie rzeczowniki osobowe są również żywotne.
W języku polskim wyróżnia się pięć rodzajów. Podział ten został zaproponowany w 1956 roku przez Witolda Mańczaka: 
- rodzaj męskoosobowy[3] (zwany także mężczyźnianym[4]), czyli widzę tego ucznia, tych uczniów
- rodzaj męski żywotny nieosobowy (zwany także męskozwierzęcym[3]), czyli widzę tego psa, te psy
- rodzaj męski nieżywotny (zwany także męskorzeczowym[3]), czyli widzę ten kapelusz, te kapelusze
- rodzaj żeński, czyli widzę tę uczennicę/książkę, te uczennice/książki)
- rodzaj nijaki, czyli widzę to dziecko/krzesło, te dzieci/krzesła

Żywotność odgrywa rolę w liczbie pojedynczej, natomiast osobowość w liczbie mnogiej, tak więc w liczbie pojedynczej widoczne są cztery formy:
Widzę:
- nowego ucznia, nowego psa (męski żywotny, w tym nieosobowy i osobowy)
- nowy kapelusz (męski nieżywotny)
- nową uczennicę, nową książkę (żeński)
- nowe dziecko, nowe krzesło (nijaki)

Nie ma zaś tu znaczenia osobowość – rodzaj męskoosobowy i rodzaj męski żywotny nieosobowy mają tę samą, wspólną formę.
W liczbie mnogiej są jedynie dwie formy rozróżniające między tymi pięcioma rodzajami:
Widzę:
- nowych uczniów (rodzaj męskoosobowy)
- nowe psy, nowe kapelusze, nowe uczennice, nowe książki, nowe dzieci, nowe krzesła (wszystkie inne rodzaje)

#### Inne podziały
Oprócz podziału zaproponowanego przez Mańczka, można spotkać:
- podział na dziewięć kategorii (Zygmunt Saloni, 1976)[5];
- jego zmodyfikowaną wersję z ośmioma kategoriami (Marcin Woliński, 2001)[6];
- podział na siedem kategorii (Zofia Zaron, 2004)[7].

#### Rozdzielność rodzaju od stanu faktycznego
Gramatyczny rodzaj, osobowość czy żywotność często nie zależy od stanu faktycznego, czyli trup jest traktowany jako rzeczownik żywotny, a szampan bywa odmieniany jako męskozwierzęcy.

#### Klasyfikacja uproszczona
Zwykle trzy rodzaje – męskoosobowy, męski żywotny nieosobowy oraz męski nieżywotny – klasyfikuje się w liczbie pojedynczej wspólnie jako po prostu rodzaj męski. W takim wypadku potrzebna jest osobna klasyfikacja na rodzaje w liczbie mnogiej (męskoosobowy i niemęskoosobowy), ponieważ rodzaj męski w liczbie pojedynczej nie pociąga za sobą jednoznacznie rodzaju w liczbie mnogiej (ten brat → ci bracia, ale ten pies → te psy). Klasyfikacja uproszczona pozwala na ujednolicenie nazw rodzajów dla rzeczowników i innych części mowy i jest powszechnie stosowana w szkołach.

### Rodzaj innych części mowy w języku polskim
Częściami mowy odmiennymi przez rodzaje w języku polskim są: przymiotniki, liczebniki, zaimki (przymiotne, liczebne, a także rzeczowne) oraz czasowniki (w tym także imiesłowy przymiotnikowe).
Wyrazy te odmieniają się przez trzy rodzaje w liczbie pojedynczej (męski, żeński, nijaki) oraz dwa w liczbie mnogiej (męskoosobowy, niemęskoosobowy).
Niektóre polskie liczebniki posiadają specyficzne tylko dla nich rodzaje: 
- liczebnik dwa występuje w trzech rodzajach: męskoosobowym dwaj, żeńskim dwie i niemęskoosobowym nieżeńskim dwa
- liczebnik półtora występuje w dwóch rodzajach: nieżeńskim półtora i żeńskim półtorej.

## Rodzaj w językach semickich
W językach semickich, np. w arabskim, hebrajskim i akadyjskim, istnieje tylko rodzaj męski i żeński. Rodzaj męski jest domyślny, zaś żeński dotyczy rzeczowników zakończonych na -at (w zapisie arabskim jest to glif ة, nazywany ta marbuta)